# Kretivți, Zbaraj
Kretivți (în ucraineană Кретівці) este localitatea de reședință a comunei Kretivți din raionul Zbaraj, regiunea Ternopil, Ucraina.

## Demografie
Componența lingvistică a localității Kretivți
     Ucraineană (99,34%)
     Alte limbi (0,66%)
Conform recensământului din 2001, majoritatea populației localității Kretivți era vorbitoare de ucraineană (99,34%), existând în minoritate și vorbitori de alte limbi.